# Anton Zelger
Anton Zelger (* 14. Februar 1914 in Deutschnofen; † 28. Jänner 2008 in Bozen) war ein Südtiroler Politiker und langjähriger Landesrat für deutsche Schule und Kultur.

## Biographie
Zelger studierte an den Universitäten Mailand, Innsbruck und Padua Germanistik und Geschichte. Ab 1940 war er Funktionär der Arbeitsgemeinschaft der Optanten für Deutschland und fungierte als Lehrer an der Optantenschule im elsässischen Rufach. Im Zweiten Weltkrieg kämpfte er als Angehöriger der Wehrmacht und geriet in Kriegsgefangenschaft in Jugoslawien. Nach seiner Rückkehr nach Südtirol 1947 arbeitete er als Lehrer in Bozen.
Zelger leitete von 1956 bis 1960 das Südtiroler Kulturinstitut. Von 1960 bis 1988 war er für die Südtiroler Volkspartei (SVP) Mitglied des Landtags und damit gleichzeitig des Regionalrats. 1960 trat er in die Südtiroler Landesregierung ein, wo er in den Kabinetten Magnago I und Magnago II bis 1969 als Ersatzlandesrat diente. 1969 übernahm er im Kabinett Magnago III die Ressorts deutschsprachige Bildung und Kultur, die er auch während seiner folgenden Amtszeiten bis 1989 in den Kabinetten Magnago IV, Magnago V und Magnago VI betreute.
Zelgers Politik prägte für lange Jahre nachhaltig das Südtiroler Kulturleben. Er stellte per Gießkannenprinzip Blasmusikkapellen und Trachtengruppen, Schützen und Volksbühnen umfangreiche finanzielle Mittel zur Verfügung, die die Beiträge für die sogenannte Hochkultur um ein Vielfaches übertrafen. Zelger betrachtete Kultur als Angelegenheit des Volkes, nicht der Eliten. Seine kultur- und bildungspolitische Haltung zu den Beziehungen zwischen den verschiedenen Südtiroler Sprachgruppen brachte er folgendermaßen auf den Punkt: „Je klarer wir trennen, desto besser verstehen wir uns.“ Als Gegner jeglicher Avantgarde lehnte er moderne Kunst entschieden ab, er sträubte sich gegen die Errichtung einer zweisprachigen Landesbibliothek oder die Gründung einer Universität, da diese „die Jugend aufwiegle“. Subkulturelle Veranstaltungen wurden unter Zelgers Ägide gerne durch Vorenthaltung von Subventionen oder Räumlichkeiten eingeschränkt. Aufgrund seiner betont konservativen Politik sah er sich mitunter auch Rücktrittsforderungen ausgesetzt. Dennoch stand Zelger selbst bei seinen Gegnern im Rufe eines „im Grunde doch Liberalen“, da sein Assessorat – ablehnenden öffentlichen Bekundungen zum Trotz – eigentlich missliebige Kulturschaffende mit finanziellen Zuschüssen bedachte.